# Dots per inch

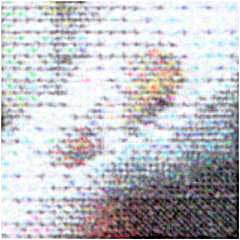
Vergroting van de beeldpunten (inktdruppeltjes) gemaakt door een inkjetprinter bij lagere afdrukkwaliteit (werkelijke grootte ruim 6×6 mm of 0,4 cm²)

Dots per inch, afgekort dpi, is in de computertechniek een eenheid van de resolutie van een invoer- of uitvoereenheid.
Dpi staat voor het aantal punten per inch (2,54 cm).
Voorbeelden:
- Een muis heeft vaak een resolutie van 800 dpi
- Een scanner kan een resolutie hebben gaande van 150 dpi tot 4800 dpi
- Een beeldscherm: resolutie van 72 tot meer dan 200 dpi
- Een laserprinter heeft een resolutie van 300, 600, 1200 of meer dpi
- Een faxpagina kan een resolutie hebben van 150 tot 300 dpi

Bij beeldschermen wordt dpi ook met ppi (pixels per inch) aangeduid.

## Dpi bij digitale foto's
Bij digitale foto's wordt vaak de waarde dpi vermeld, maar in feite heeft dat geen zin. Enigszins zinvol is het als de foto op een beeldscherm wordt getoond, maar de waarde is dan afhankelijk van de resolutie van het beeldscherm. Gebruikt men een beamer, dan wordt de dpi-waarde minder als er van grote afstand op een groot projectiescherm wordt geprojecteerd. Pas bij afdrukken op papier kan er van dpi worden gesproken.

## Verschil dpi en ppi
Als het gaat over de absolute resolutie van een apparaat, dan wordt er gesproken over het aantal pixels per inch (ppi). Voorbeelden hiervan zijn onder andere beeldschermen en sensors.
Als een apparaat de mogelijkheid heeft om tussenliggende ruimtes te vullen, zoals een printkop iets opzij kan om de ruimte tussen twee pixels te vullen met een derde pixel, dan wordt er gesproken over de mogelijkheid om een bepaald aantal dots per inch (dpi) zichtbaar te maken. Het aantal dpi dat een apparaat kan weergeven hoeft niet gelijk te zijn aan het aantal pixels per inch die aanwezig zijn op bijvoorbeeld de kop van een printer, omdat die kop met een heel kleine beweging ook tussenliggende ruimtes kan vullen.